# 無文土器
無文土器（むもんどき）とは、朝鮮半島における青銅器時代(無文土器時代)の指標となる土器。土器の表面に，櫛目文土器の幾何学的文様のような施文がほとんど行われなず、無文のものが多いため、無文土器と呼ぶ。同様の土器の無文化は沿海州でもみられる。無文土器の上限はおよそ前1千年紀前半期にあり、下限は北部で前3世紀頃、南部で紀元前後頃と思われる。
日本の弥生文化成立に深く関係し、北部九州、山口では弥生土器に伴い粘土紐貼付口縁土器が出土している。後期の無文土器は、北部九州地方をはじめとして日本列島各地の弥生時代の遺跡から出土し、吉野ヶ里遺跡でも朝鮮系無文土器が多く出土している。

## 起源
無文土器時代の開始は朝鮮における水稲作の開始時期とほぼ一致する。このことから、朝鮮に長江文明由来の水稲作をもたらした人々が、無文土器の担い手であった可能性が考えられる。崎谷満はY染色体ハプログループO1b（O1b1/O1b2）系統が長江文明の担い手だとしており、長江文明の衰退に伴い、O1b1および一部のO1b2は南下し、百越と呼ばれ、残りのO1b2は西方及び北方へと渡り、山東半島、朝鮮半島、日本列島へ渡ったとしている 。このことから、朝鮮に無文土器をもたらした人々はO1b2系統に属していたことが考えられる。O1b2系統は現在の朝鮮民族に20～40％ほど観察されている。